# Göke Frerichs
Göke Frerichs (ur. 22 października 1923 w Altenburgu, zm. 26 września 2014 w Bad Nauheim) – niemiecki polityk, przedsiębiorca, działacz gospodarczy i samorządowiec, poseł do Bundestagu, w latach 2000–2002 przewodniczący Europejskiego Komitetu Ekonomiczno-Społecznego.

## Życiorys
Studiował nauki prawne na Uniwersytecie w Marburgu oraz na Uniwersytecie Johanna Wolfganga Goethego we Frankfurcie nad Menem. Doktoryzował się w zakresie ekonomii.
W 1946 wstąpił do Unii Chrześcijańsko-Demokratycznej. W latach 1956–1969 był radnym miejskim w Bad Godesberg, od 1957 do 1969 zasiadał w radzie powiatowej w Bonn. Od 1986 do 1990 kierował CDU w powiecie Hochtaunus. W latach 1965–1975 zasiadał w Bundestagu 5., 6. i 7. kadencji.
Pełnił różne kierownicze funkcje w niemieckich przedsiębiorstwach, takich jak Andreae-Noris Zahn AG, Unielektro Handelsgesellschaft czy Einkaufskontor Frankfurt. W latach 1981–2001 kierował AGH, organizacją zrzeszającą heskich handlowców. Był również wieloletnim członkiem władz federalnej organizacji gospodarczej Bundesverband Großhandel, Außenhandel, Dienstleistungen. Od 1990 członek Europejskiego Komitetu Ekonomiczno-Społecznego, pełnił funkcję przewodniczącego (2000–2002) i wiceprzewodniczącego (2002–2004) tej instytucji.
Odznaczony Wielkim Krzyżem Zasługi z Gwiazdą Orderem Zasługi Republiki Federalnej Niemiec.